# Jan Pištěk (politik)
Jan Pištěk byl český a československý politik Komunistické strany Československa a poúnorový poslanec Národního shromáždění ČSR.

## Biografie
Po volbách roku 1948 byl zvolen do Národního shromáždění za KSČ ve volebním kraji Havlíčkův Brod. Mandát nabyl až dodatečně v prosinci 1953 jako náhradník poté, co rezignoval poslanec Josef Kotýnek. V parlamentu zasedal do konce funkčního období, tedy do voleb v roce 1954.
Na celostátní konferenci KSČ v prosinci 1952 byl zvolen kandidátem Ústředního výboru Komunistické strany Československa. X. sjezd KSČ ho pak zvolil členem ÚV KSČ.